# Ерих фон Брауншвайг-Грубенхаген
Ерих фон Брауншвайг-Грубенхаген (на немски: Erich von Braunschweig-Grubenhagen; * 1478; † 14 май 1532, Фюрстенау) е херцог от Брауншвайг-Люнебург и княз на Грубенхаген, от 1508 до 1532 г. княз-епископ на Оснабрюк и Падерборн, 1532 г. е избран и за епископ на Мюнстер.

## Живот
Той е третият син на херцог и княз Албрехт II фон Брауншвайг-Грубенхаген (1419 – 1485) и съпругата му Елизабет от Валдек (1455 – 1513), дъщеря на граф Фолрад фон Валдек (1399 – 1475). Брат му Филип I (1476 – 1551) става княз на Грубенхаген и въвежда лутеранското вероизповедание. Съвсем за кратко Ерих е през 1500 г. съ-регент на брат му.
Ерих е определен като малък син за духовническа кариера. През 1495 г. той е записан в стария университет в Кьолн (Universitas Studii Coloniensis). Той следва след това в Рим и получава голямо уважение в папския двор. От 1508 г. е княз-епископ на Оснабрюк и Падерборн. През 1532 г. е избран и за епископ на Мюнстер, но умира на 14 май същата година.